# Theresa Stoll
Theresa Stoll (21 novembre 1995) è una judoka tedesca.

## Palmarès
- Europei

Kazan' 2016: bronzo nella gara a squadre.
Varsavia 2017: argento nei 57 kg e bronzo nella gara a squadre.
Tel Aviv 2018: argento nei 57 kg.
Praga 2020: bronzo nei 57 kg.
- Europei under 23

Tel Aviv 2016: oro nei 57 kg.
- Mondiali cadetti

Kiev 2011: argento nei 52 kg.

### Vittorie nel circuito IJF
| Data             | Località   | Paese      | Categoria  |
| ---------------- | ---------- | ---------- | ---------- |
| 24 febbraio 2017 | Düsseldorf | Germania   | Grand Prix |
| 30 marzo 2018    | Tbilisi    | Georgia    | Grand Prix |
| 9 novembre 2018  | Tashkent   | Uzbekistan | Grand Prix |